# Société Anonyme des Automobiles-Canello-Dürkopp
Société Anonyme des Automobiles-Canello-Dürkopp est un constructeur automobile français actif au XIXe siècle.

## Production
L’entreprise basée à Paris a commencé à produire des automobiles en 1897. L’usine était située au 16, Avenue de la Grande-Armée . Le nom de marque était Canello-Dürkopp. Canello-Dürkopp était une branche française du constructeur allemand de vélos et de véhicules Dürkopp. Quatre types différents ont été produits par Canello-Dürkopp.
- Voiture de sport biplace avec moteur de 3 HP
- Voiture de sport pour deux personnes avec moteur de 6,5 HP
- Voiture de sport Victoria pour quatre personnes avec moteur de 6,5 HP
- Voiture de chasse pour six personnes avec moteur de 9,5 HP.